# Живко Вангелов
Живко Атанасов Вангелов е български състезател по борба класически стил.

## Биография
Живко Вангелов е роден на 7 юли 1960 година в град Нова Загора. Състезател по борба, класически стил и се състезава през кариерата си в категория до 62 кг.
Състезава се за отбора по борба на Левски-Спартак. Печели сребърен медал на Летните олимпийски игри в Сеул в категория до 62 кг. Двукратен европейски шампион е през 1983 и 1987 година и двукратен световен шампион през 1985 и 1987 година в борба класически стил.
Завършва спортното училище в Хасково и тренира при Иван Георгиев. Отбива военната си служба в „Тракия" – Пловдив, където става шампион за младежи. Кандидатства и е приет за студент в НСА „Васил Левски". Печели мъжкия шампионат на страната. След първата година от следването се прехвърля задочно и се състезава от „Левски-Спартак".
Титулярното място в категорията завоюва на контролните преборвания за европейското първенство – 1983 г. В Будапеща той дебютира с европейска титла. Победи съперниците си, на които приложи 16 хватки и спечели 40 технически точки.
Двукратен световен шампион от Колботен – Норвегия, 1985 г. и Клермон Феран – Франция, 1987 г. Вицеолимпийски шампион от Сеул, 1988 г.
Двукратен европейски шампион – 1985 г. в Будапеща и Тампере – Финландия, 1987 г. Бронзов медалист от световното първенство през 1986 г.
Признат от FILA за борец №1 на света през 1987 година.
Майстор на поясни хвърляния през трупа – хватка донесла му най-много победи с туш научена още от Хасково при треньора Иван Георгиев. Успешно прилага събаряне назад и раменни хвърляния от стойка. Изключително красиви вдигания и хвърляне заден суплес прилага от партер.
Когато спечели втората си световна титла, Живко е обявен за най-техничния състезател на първенството. На съперниците си той прилага 16 хватки, 6 от които заден суплес, оценен за 5 точки и спечели 50 технически точки. На противниците си позволява само 3 сваляния и загуби 3 технически точки. Въпреки тези му постижения ръководството на тогавашната федерация е недоволна, поради което не му дават премията във валута.